# Eleccions legislatives de 2007 als Pirineus Orientals
Les eleccions legislatives franceses de 2007 es van celebrar els dies 10 i 17 de juny i al departament dels Pirineus Orientals els resultats foren per circumscripcions uninomials els següents:

## 1ª circumscripció
Primera volta (10 de juny)
La participació va ser del 59,19% i es van registrar un 1,68% de vots blancs i nuls.
| Candidat/a         | Partit/s                                                           | Vots   | Percentatge |
| ------------------ | ------------------------------------------------------------------ | ------ | ----------- |
| Daniel Mach        | Unió per un Moviment Popular (UMP)                                 | 17.941 | 46,56%      |
| Jean Vila          | Partit Comunista Francès (PCF)                                     | 6.335  | 16,44%      |
| Martine Joseph     | Partit Socialista (PS)                                             | 5.701  | 14,80%      |
| Louis Aliot        | Front Nacional (FN)                                                | 2.599  | 6,74%       |
| Chantal Gombert    | Unió per a la Democràcia Francesa (UDF)-Moviment Demòcrata (MoDem) | 2.360  | 6,12%       |
| Guillem Vaulato    | Lliga Comunista Revolucionària (LCR)                               | 701    | 1,82%       |
| Nicole Dirckx      | Els Verds                                                          | 606    | 1,57%       |
| Virginie Barre     | Unitat Catalana (UC)                                               | 576    | 1,49%       |
| Christine González | Moviment per França (MPF)                                          | 443    | 1,15%       |
| Yves Castanet      | Le Trèfle - Les nouveaux écologistes                               | 399    | 1,04%       |
| Monique Juanola    | Convergència Democràtica de Catalunya (CDC)                        | 245    | 0,64%       |
| Pascale Advenard   | Lluita Obrera (LO)                                                 | 238    | 0,62%       |
| Ida Fleury         | Moviment Nacional Republicà (MNR)                                  | 215    | 0,56%       |
| Francis Meuley     | La France en action                                                | 172    | 0,45%       |
| Annie Marciniak    | Rassemblement pour l'initiative citoyenne                          | 2      | 0,01%       |

Segona volta (17 de juny)
La participació va ser del 58,80% i es van registrar un 3,48% de vots blancs i nuls.
| Candidat/a  | Partit/s                           | Vots   | Percentatge |
| ----------- | ---------------------------------- | ------ | ----------- |
| Daniel Mach | Unió per un Moviment Popular (UMP) | 21.410 | 56,98%      |
| Jean Vila   | Partit Comunista Francès (PCF)     | 16.167 | 43,02%      |

## 2ª circumscripció
Primera volta (10 de juny)
La participació va ser del 61,51% i es van registrar un 2,47% de vots blancs i nuls.
| Candidat/a             | Partit/s                                                           | Vots   | Percentatge |
| ---------------------- | ------------------------------------------------------------------ | ------ | ----------- |
| Arlette Franco         | Unió per un Moviment Popular (UMP)                                 | 28.040 | 48,31%      |
| Renée Soum             | Partit Socialista (PS)                                             | 12.655 | 21,80%      |
| Pierre Aloy            | Front Nacional (FN)                                                | 3.918  | 6,75%       |
| Maryse Lapergue        | Unió per a la Democràcia Francesa (UDF)-Moviment Demòcrata (MoDem) | 3.472  | 5,98%       |
| Nadine Pons            | Partit Comunista Francès (PCF)                                     | 2.776  | 4,78%       |
| Ghislaine Zaparty      | Lliga Comunista Revolucionària (LCR)                               | 1.345  | 2,32%       |
| Katia Mingo            | Els Verds                                                          | 1.104  | 1,90%       |
| Jocelyne Rogé-Balaguer | Cacera, Pesca, Natura i Tradicions (CPNT)                          | 1.081  | 1,86%       |
| Audrey Castanet        | Le Trèfle - Les nouveaux écologistes                               | 827    | 1,42%       |
| Roger Foinels          | Moviment per França (MPF)                                          | 818    | 1,41%       |
| Daniel Canellas        | Convergència Democràtica de Catalunya (CDC)                        | 572    | 0,99%       |
| Liberto Plana          | Lluita Obrera (LO)                                                 | 486    | 0,84%       |
| Simone Thomas          | Moviment Nacional Republicà (MNR)                                  | 409    | 0,70%       |
| Daniel Drouillard      | Partit dels Treballadors (PT)                                      | 275    | 0,47%       |
| Pascal Le Jolly        | La France en action                                                | 263    | 0,45%       |
| Gabriela Koval         | Partit Humanista (PH)                                              | 0      | 0,00%       |

Segona volta (17 de juny)
La participació va ser del 60,98% i es van registrar un 4,65% de vots blancs i nuls.
| Candidat/a     | Partit/s                           | Vots   | Percentatge |
| -------------- | ---------------------------------- | ------ | ----------- |
| Arlette Franco | Unió per un Moviment Popular (UMP) | 33.630 | 59,78%      |
| Renée Soum     | Partit Socialista (PS)             | 22.622 | 40,22%      |

## 3ª circumscripció
Primera volta (10 de juny)
La participació va ser del 62,41% i es van registrar un 2,14% de vots blancs i nuls.
| Candidat/a                | Partit/s                                                           | Vots   | Percentatge |
| ------------------------- | ------------------------------------------------------------------ | ------ | ----------- |
| François Calvet           | Unió per un Moviment Popular (UMP)                                 | 17.268 | 42,84%      |
| Christian Bourquin        | Partit Socialista (PS)                                             | 12.421 | 30,82%      |
| Françoise Fiter           | Partit Comunista Francès (PCF)                                     | 2.038  | 5,06%       |
| Dominique Schemla         | Unió per a la Democràcia Francesa (UDF)-Moviment Demòcrata (MoDem) | 2.037  | 5,05%       |
| Françoise Bataillon       | Front Nacional (FN)                                                | 1.644  | 4,08%       |
| Claude Begue              | Lliga Comunista Revolucionària (LCR)                               | 1.296  | 3,22%       |
| Claude Sala               | Le Trèfle - Les nouveaux écologistes                               | 708    | 1,76%       |
| Jacques Duverger          | Cacera, Pesca, Natura i Tradicions (CPNT)                          | 487    | 1,21%       |
| Pierre Prat               | (sense etiqueta)                                                   | 473    | 1,17%       |
| Christiane Dugelay        | La France en action                                                | 447    | 1,11%       |
| Jordi Vera i Arús         | Convergència Democràtica de Catalunya (CDC)                        | 434    | 1,08%       |
| Enric Vilanova i Cortassa | Esquerra Republicana de Catalunya (ERC)                            | 424    | 1,05%       |
| Monique Reze              | Moviment per França (MPF)                                          | 364    | 0,90%       |
| Patrice Basso             | Lluita Obrera (LO)                                                 | 264    | 0,65%       |
| Odile Thevenot            | Partit Humanista                                                   | 1      | 0,00%       |

Segona volta (17 de juny)
La participació va ser del 63,88% i es van registrar un 4,63% de vots blancs i nuls.
| Candidat/a         | Partit/s                           | Vots   | Percentatge |
| ------------------ | ---------------------------------- | ------ | ----------- |
| François Calvet    | Unió per un Moviment Popular (UMP) | 20.881 | 51,94%      |
| Christian Bourquin | Partit Socialista (PS)             | 19.321 | 48,06%      |

## 4ª circumscripció
Primera volta (10 de juny)
La participació va ser del 65,28% i es van registrar un 1,84% de vots blancs i nuls.
| Candidat/a                    | Partit/s                                                           | Vots   | Percentatge |
| ----------------------------- | ------------------------------------------------------------------ | ------ | ----------- |
| Jacqueline Irles              | Unió per un Moviment Popular (UMP)                                 | 21.124 | 37,59%      |
| Pierre Aylagas                | Diversa Esquerra (DVG)                                             | 10.072 | 17,92%      |
| Olivier Ferrand               | Partit Socialista (PS)                                             | 8.567  | 15,25%      |
| Nicolas García                | Partit Comunista Francès (PCF)                                     | 5.323  | 9,47%       |
| Yves Porteix                  | Unió per a la Democràcia Francesa (UDF)-Moviment Demòcrata (MoDem) | 3.010  | 5,36%       |
| Marie Thérèse Costa-Fesenbeck | Front Nacional (FN)                                                | 2.566  | 4,57%       |
| Myriam Granat                 | Centre National Indépendants et Paysans                            | 1.245  | 2,22%       |
| Franck Huette                 | Els Verds                                                          | 907    | 1,61%       |
| Yannick Fissier               | Lliga Comunista Revolucionària (LCR)                               | 833    | 1,48%       |
| Nicole Puigbo                 | Cacera, Pesca, Natura i Tradicions (CPNT)                          | 636    | 1,13%       |
| Françoise Tibau               | Convergència Democràtica de Catalunya (CDC)                        | 543    | 0,97%       |
| Jacques Cros                  | Le Trèfle - Les nouveaux écologistes                               | 474    | 0,84%       |
| Jacques Menechal              | Moviment per França (MPF)                                          | 358    | 0,64%       |
| María Hernández               | La France en action                                                | 279    | 0,50%       |
| Esther Silan                  | Lluita Obrera (LO)                                                 | 254    | 0,45%       |

Segona volta (17 de juny)
La participació va ser del 66,68% i es van registrar un 4,12% de vots blancs i nuls.
| Candidat/a       | Partit/s                           | Vots   | Percentatge |
| ---------------- | ---------------------------------- | ------ | ----------- |
| Jacqueline Irles | Unió per un Moviment Popular (UMP) | 28.070 | 50,25%      |
| Pierre Aylagas   | Diversa Esquerra (DVG)             | 27.790 | 49,75%      |

Per tant, la UMP va guanyar els quatre escons corresponents als Pirineus Orientals.